# Мумулус
Мумулу́с (фр. Moumoulous, окс. Montmolós) — коммуна во Франции, находится в регионе Юг — Пиренеи. Департамент — Верхние Пиренеи. Входит в состав кантона Рабастенс-де-Бигор. Округ коммуны — Тарб.
Код INSEE коммуны — 65325.

## География

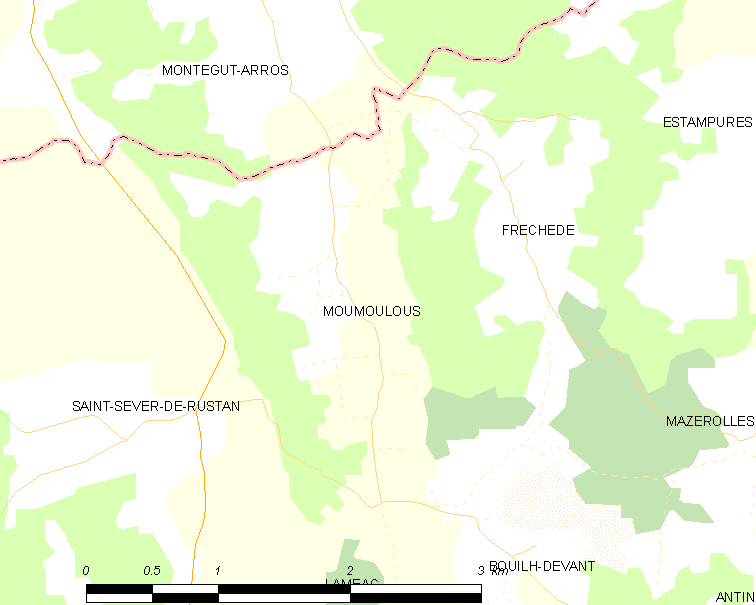
Карта коммуны

Коммуна расположена приблизительно в 640 км к югу от Парижа, в 105 км западнее Тулузы, в 20 км к северо-востоку от Тарба.
Коммуна расположена в местности Бигорр. По территории коммуны протекает река Люрюс.

## Климат
Климат умеренно-океанический с солнечной тёплой погодой и обильными осадками на протяжении практически всего года.

## Население
Население коммуны на 2010 год составляло 47 человек.
| 1962 | 1968 | 1975 | 1982 | 1990 | 1999 | 2010 |
| ---- | ---- | ---- | ---- | ---- | ---- | ---- |
| 99   | 80   | 82   | 68   | 65   | 57   | 47   |

## Администрация
| Период | Период | Фамилия         | Партия | Примечания |
| ------ | ------ | --------------- | ------ | ---------- |
| 2001   | 2014   | Жозеф Бонкаррер |        |            |
| 2014   | 2020   | Анни Бонкаррер  |        |            |

## Экономика
В 2010 году среди 31 человека трудоспособного возраста (15-64 лет) 21 были экономически активными, 10 — неактивными (показатель активности — 67,7 %, в 1999 году было 80,6 %). Из 21 активных жителей работали 21 человек (13 мужчин и 8 женщин), безработных не было. Среди 10 неактивных 2 человека были учениками или студентами, 5 — пенсионерами, 3 были неактивными по другим причинам.